# Serbis de Bòsnia i Hercegovina
Els serbis són una de les tres nacions que constitueixen l'estat de Bòsnia i Hercegovina, predominantment concentrats a l'entitat política de la República Sèrbia, tot i que també n'hi ha que viuen a l'altra entitat, la Federació de Bòsnia i Hercegovina. Sovint són coneguts com a serbis de Bòsnia, tant si són de Bòsnia com d'Hercegovina.

## Població
L'últim cens de població, de l'any 1996, registrà 1.484.530 serbis, un 37,9% de la població total de Bòsnia i Hercegovina. La gran majoria viuen al territori de la República Sèrbia, i als cantons de l'oest de Bòsnia i d'Una Sana de la Federació de Bòsnia i Hercegovina.

## Subgrups
Els subgrups de serbis de Bòsnia i Hercegovina estan formats sobretot per peculiaritats regionals. Els grups més importants en són: homes de la frontera (Krajišniks), semberians, bosnis, i hercegovins.